# Organification
L'organification est un processus biochimique qui a lieu dans la glande thyroïde. Il s'agit de l'incorporation de l'iode dans la thyroglobuline qui va servir ensuite la production d'hormones thyroïdiennes. Cette étape est réalisée après l'oxydation de l'iodure par l'enzyme thyroïde peroxydase (TPO) Puisque l'iode, oligo-élément essentiel à la vie humaine, est un composé inorganique et est attaché à la thyroglobuline, une protéine, le processus est appelé « organification de l'iode. »
Les thionamides peuvent bloquer l'organification.